# Иму
Иму (на шведски: Gimo, на шведски се изговаря по-близко до Йиму) е град в източната част на Централна Швеция, лен Упсала, в североизточната част на община Йостхамар. Разположен е на южния бряг на езерото Имудам на около 10 km от западния бряг на Ботнически залив. Намира се на около 100 km на североизток от столицата Стокхолм и на около 55 km на североизток от Упсала. Има жп гара и летище. Населението на града е 2771 жители, по приблизителна оценка от декември 2017 г.